# Max Fechner

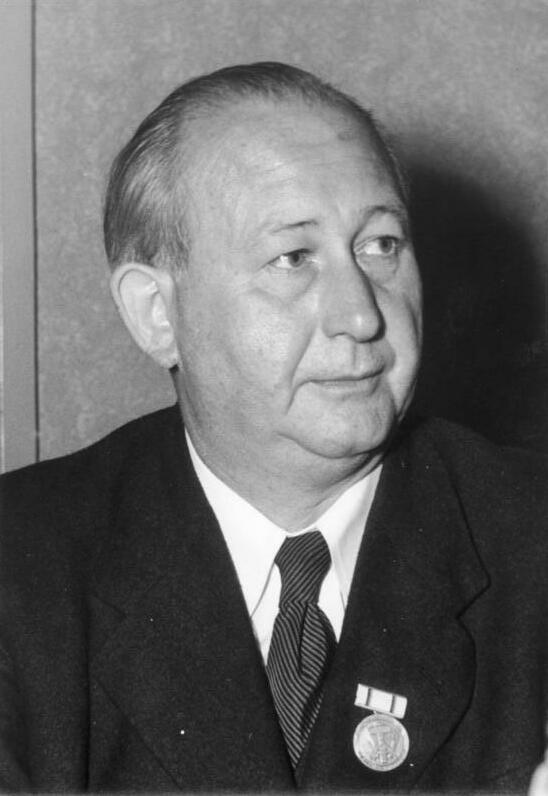
Max Fechner (1952)

Max Fechner (* 27. Juli 1892 in Rixdorf; † 13. September 1973 in Schöneiche bei Berlin) war ein deutscher Politiker (SPD, USPD, SED) und von 1949 bis 1953 der erste Justizminister der Deutschen Demokratischen Republik (DDR).

## Leben

### Ausbildung
Nach dem Besuch der Volksschule wurde Fechner als Werkzeugmacher ausgebildet und arbeitete im Anschluss bis April 1920, mit Unterbrechung durch Teilnahme am Ersten Weltkrieg, in seinem erlernten Beruf.

### Politische Aktivitäten und Funktionen

#### SPD und USPD
Er trat 1910 der Sozialdemokratischen Partei Deutschlands (SPD) bei, war von 1917 bis 1922 Mitglied der Unabhängigen Sozialdemokratischen Partei Deutschlands (USPD) und kehrte danach zur SPD zurück. Er war von 1921 bis 1925 Bezirksverordneter in Berlin-Neukölln, von 1925 bis 1928 Mitglied der Berliner Stadtverordnetenversammlung und von 1928 bis 1933 Abgeordneter des Preußischen Landtags. Er arbeitete im Parteivorstand der SPD und war seit 1924 verantwortlicher Redakteur der kommunalpolitischen Zeitschrift Die Gemeinde.

#### Widerstand gegen das NS-Regime
Fechner war während der Zeit des Nationalsozialismus in der Widerstandsgruppe um Franz Künstler aktiv und von 1933 bis 1934 (KZ Oranienburg) sowie 1944 bis 1945 in Haft.

#### Nachkriegszeit
Nach dem Krieg wurde Fechner Mitglied des Zentralausschusses der SPD und des Parteivorstandes bzw. Zentralkomitees der Sozialistischen Einheitspartei Deutschlands (SED). Im Zuge der Zwangsvereinigung von SPD und KPD zur SED gehörte er zu den Befürwortern der Vereinigung. 

„Max Fechner von der SPD, der auf dem Bezirksparteitag [im Theater am Schiffbauerdamm] erscheint, hat kaum die ersten Worte über den einstimmigen Beschluß des Bezirksparteitages der SPD gesprochen, als ihn spontaner Beifall der sich von den Plätzen erhebenden Delegierten minutenlang unterbricht.“

Von 1946 bis 1948 war er Stadtverordneter von Groß-Berlin, bis 1949 Mitglied des Deutschen Volksrates und bis 1950 der Volkskammer.
1948 wurde Fechner als Nachfolger von Eugen Schiffer Präsident der Deutschen Zentralverwaltung der Justiz (DJV) der Sowjetischen Besatzungszone. Von 1949 bis 1951 war er Präsident der Vereinigung demokratischer Juristen Deutschlands (VDJD) und von Oktober 1949 bis zu seiner Amtsenthebung im Juli 1953 Minister für Justiz der DDR.

#### Verhaftung
Fechner verkündete am 30. Juni 1953 in einem Interview mit dem SED-Zentralorgan Neues Deutschland im Zusammenhang mit der Verhaftungswelle nach dem niedergeschlagenen Aufstand vom 17. Juni 1953, dass nur Personen, „die sich eines schweren Verbrechens schuldig machten“, bestraft werden würden. Ohne Nachweis werde es keine Bestrafung von Angehörigen der Streikleitung und von Rädelsführern „auf bloßen Verdacht oder schweren Verdacht hin“ geben. Fechner wurde bald darauf als „Feind des Staates und der Partei“ seines Amtes enthoben, aus der SED ausgeschlossen und verhaftet. Nach zweijähriger Untersuchungshaft vom 14. Juli 1953 bis 24. Mai 1955 im Untersuchungsgefängnis Berlin-Hohenschönhausen wurde er vom Obersten Gericht zu acht Jahren Zuchthaus verurteilt; dabei wurden ihm auch homosexuelle Vergehen vorgeworfen.

#### Rehabilitierung

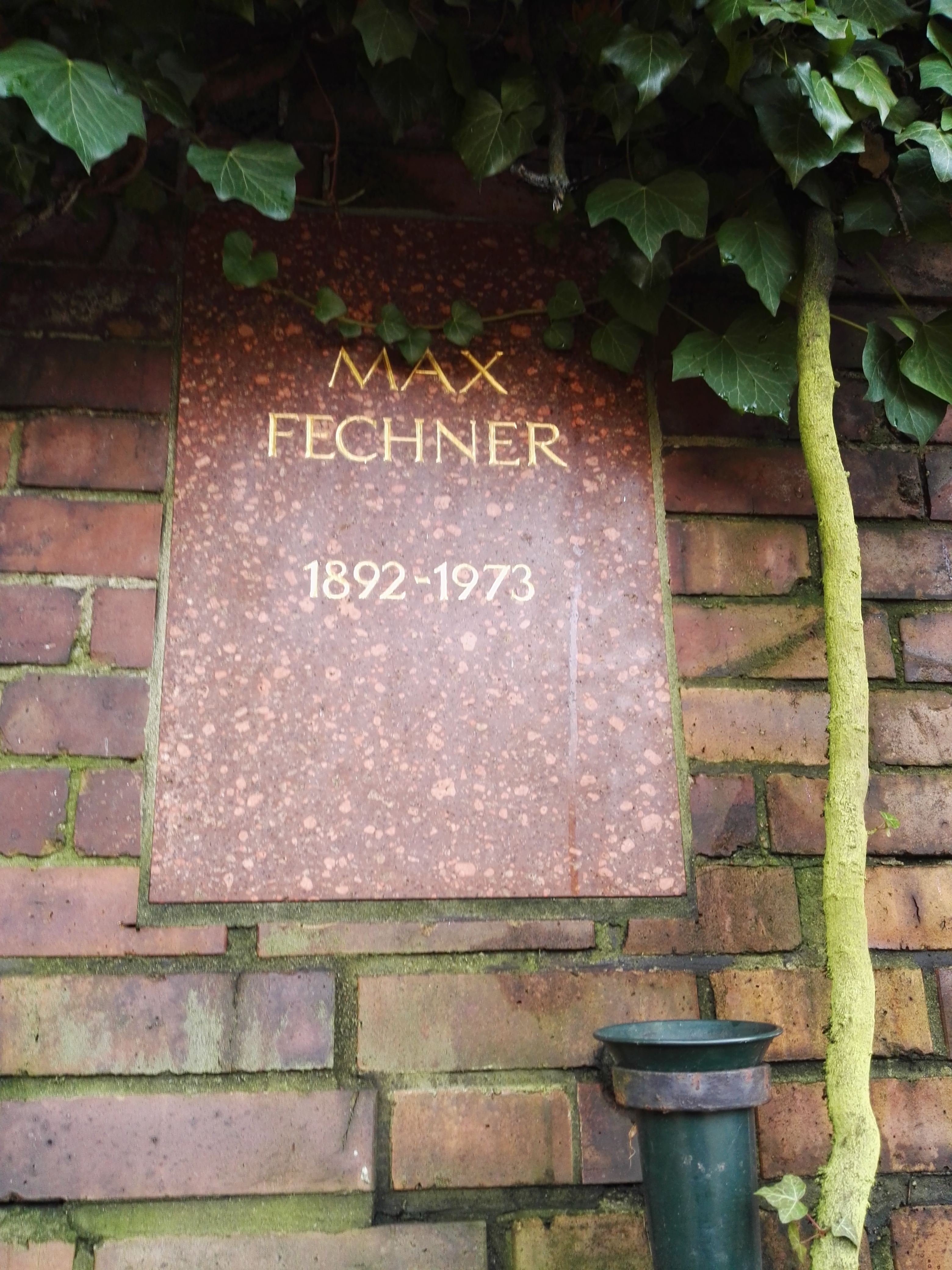
Grabstätte von Max Fechner

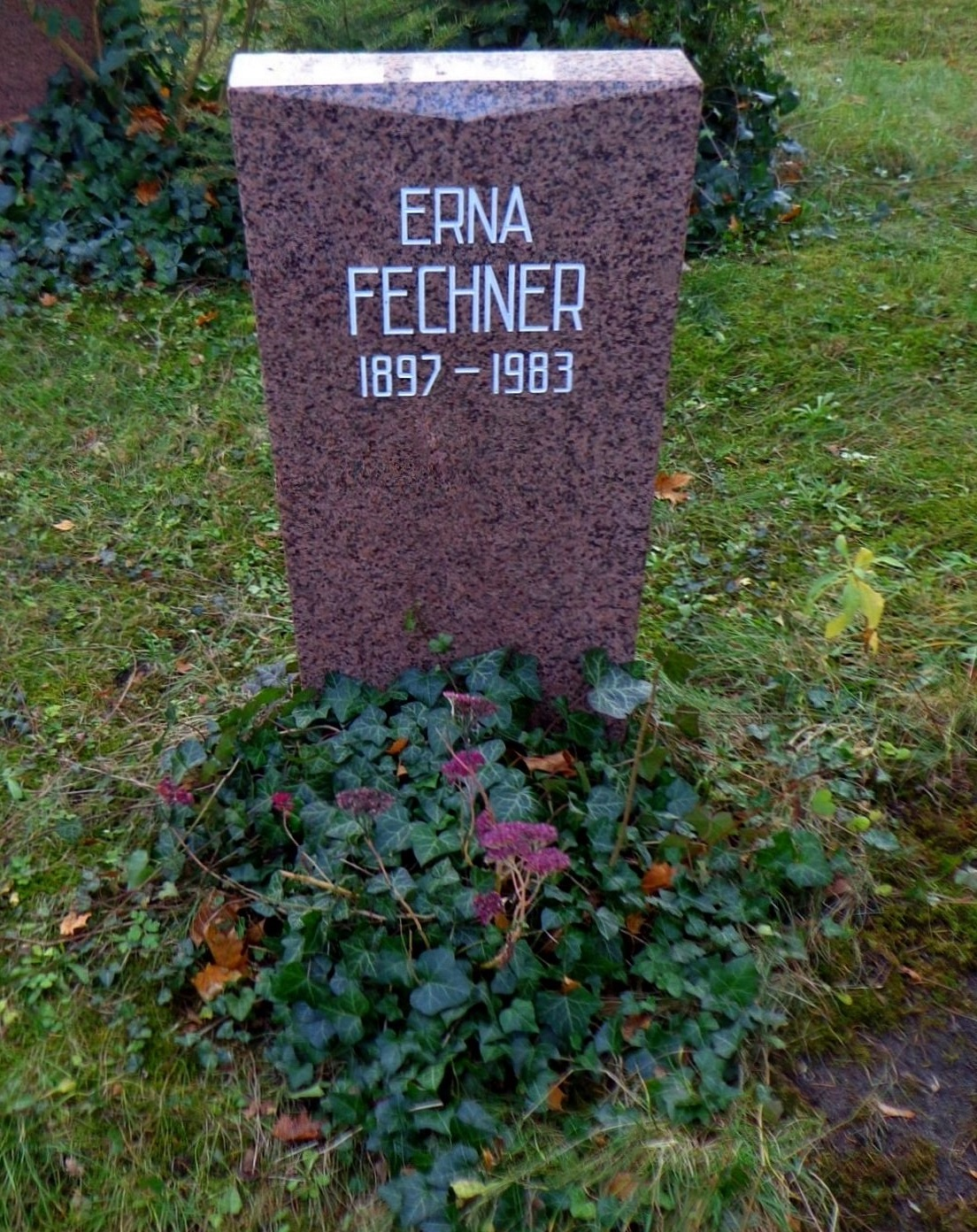
Grabstätte von Erna Fechner

Am 24. Juni 1956 wurde Fechner aus der Haft in Bautzen II entlassen und zwei Tage später im Zuge der Entstalinisierung zusammen mit Paul Baender, Paul Szillat und 85 weiteren Verurteilten von Präsident Wilhelm Pieck begnadigt. Im Juni 1958 wurde seine Parteimitgliedschaft wiederhergestellt.
Fechner erhielt 1965 den Vaterländischen Verdienstorden in Silber, 1967 in Gold sowie 1972 den Karl-Marx-Orden. Seine Urne wurde in der Gedenkstätte der Sozialisten auf dem Zentralfriedhof Friedrichsfelde in Berlin-Lichtenberg beigesetzt, die seiner Frau Erna in der benachbarten Grabanlage Pergolenweg.
Die Deutsche Post gab ihm zu Ehren 1982 eine Sonderbriefmarke in der Serie Persönlichkeiten der deutschen Arbeiterbewegung heraus.

## Publikationen
- Wege und Ziele der Sozialdemokratie. Rede des Vorsitzenden des Zentralausschusses der Sozialdemokratischen Partei Deutschlands Max Fechner am 13. Oktober 1945 in der Sozialistischen Tribüne. Verlag Das Volk, Berlin 1945, DNB 890014035.
- Jugend und Politik. Vorwärts-Verlag, Berlin 1946, DNB 573303258.
- Einheit tut not! Rede auf der Versammlung der Zentralverwaltung für Industrie in Berlin am 12. März 1946. Verlag Einheit, Berlin 1946, DNB 57330324X (Elektronische Resource bei der Deutschen Nationalbibliothek).
- Offener Brief an Schumacher. Vorwärts-Verlag, Berlin 1946, DNB 451220668.
- Wie konnte es geschehen? Auszüge aus den Tagebüchern und Bekenntnissen eines Kriegsverbrechers. Verlag Das Volk, Berlin 1946, DNB 573079625.
- Die kommunalpolitischen Richtlinien der Sozialistischen Einheitspartei Deutschlands. Mit einer Einführung von Max Fechner. Dietz Verlag., Berlin 1946.
- Die soziale Aufgabe der Volksrichter. Rede vor den Absolventen des 1. Lehrganges der Volksrichterschule in Potsdam, gehalten am 23. 9. 1946. Märkische Druck- und Verlags-GmbH, Potsdam 1947, DNB 451220641.
- Wesen und Aufgaben der neuen demokratischen Selbstverwaltung. Karl Dietz Verlag, Berlin 1948, DNB 451220676.
- (Hrsg.): Beiträge zur Demokratisierung der Justiz. Dietz Verlag, Berlin 1948.